# ليه روبرتس (كاتب)
ليه روبرتس (بالإنجليزية: Les Roberts)‏ (و. 1937  م) هو كاتب، وكاتب سيناريو، وروائي أمريكي، ولد في شيكاغو.

## التعليم
تعلم في جامعة روزفلت، وتعلم في جامعة إلينوي في إربانا-شامبين
.

## وصلات خارجية
- ليه روبرتس على موقع IMDb (الإنجليزية)
- ليه روبرتس على موقع كينوبويسك (الروسية)

- ليه روبرتس في قاعدة بيانات الأفلام على الإنترنت